# Vellozia glochidea
Vellozia glochidea är en enhjärtbladig växtart som beskrevs av Johann Baptist Emanuel Pohl. Vellozia glochidea ingår i släktet Vellozia och familjen Velloziaceae. Inga underarter finns listade.